# Sigrid Kirchmann
Sigrid Kirchmann (ur. 29 marca 1966 w Bad Ischl) – austriacka lekkoatletka specjalizująca się w skoku wzwyż, uczestniczka letnich igrzysk olimpijskich w Barcelonie (1992). Sukcesy odnosiła również w wielobojach.

## Sukcesy sportowe
- dziesięciokrotna mistrzyni Austrii w skoku wzwyż – 1982, 1983, 1984, 1986, 1987, 1988, 1990, 1991, 1993, 1994[1]
- dwukrotna mistrzyni Austrii w siedmioboju – 1986, 1994
- dziesięciokrotna halowa mistrzyni Austrii w skoku wzwyż – 1986, 1987, 1988, 1989, 1990, 1991, 1992, 1994, 1995, 2000[2]

| Rok  | Miasto    | Zawody                    | Konkurencja | Wynik         |
| ---- | --------- | ------------------------- | ----------- | ------------- |
| 1990 | Split     | Mistrzostwa Europy        | skok wzwyż  | 4. miejsce    |
| 1992 | Barcelona | Igrzyska olimpijskie      | skok wzwyż  | 5. miejsce    |
| 1993 | Stuttgart | Mistrzostwa świata        | skok wzwyż  | brązowy medal |
| 1994 | Paryż     | Halowe mistrzostwa Europy | skok wzwyż  | brązowy medal |
| 1995 | Barcelona | Halowe mistrzostwa świata | skok wzwyż  | 8. miejsce    |
| 1998 | Budapeszt | Mistrzostwa Europy        | skok wzwyż  | 4. miejsce    |

## Rekordy życiowe
- skok wzwyż – 1,97 – Stuttgart 21/08/1993 (rekord Austrii)
- skok wzwyż (hala) – 1,96 – Paryż 12/03/1994 (rekord Austrii)
- siedmiobój – 5944 – Ebensee 06/10/1985 (rekord Austrii)